# Hirving Lozano
Hirving Rodrigo Lozano Bahena n. 30 iulie 1995, Ciudad de México, Mexic) este un fotbalist mexican care evoluează în MLS la San Diego FC. El este poreclit Chucky.

## Carieră

### Pachuca
Lozano sa alăturat echipei Pachuca în 2009, ca parte a echipei sale de tineret. La 8 februarie 2014, Lozano și-a făcut debutul în Liga MX împotriva lui Club América, în care a marcat la cinci minute după înlocuirea sa cu o victorie de 1-0 pe Estadio Azteca.

### PSV
La 19 iunie 2017, clubul olandez PSV Eindhoven a anunțat achiziționarea lui Lozano pe un contract de șase ani.

## Goluri internaționale
| Gol | Data               | Oraș                                                 | Oponent            | Scor | Rezultat | Competiție                                             |
| --- | ------------------ | ---------------------------------------------------- | ------------------ | ---- | -------- | ------------------------------------------------------ |
| 1.  | 25 martie 2016     | BC Place, Vancouver, Canada                          | Canada             | 2–0  | 3–0      | Calificările pentru Campionatul Mondial de Fotbal 2018 |
| 2.  | 8 iunie 2017       | Estadio Azteca, Mexico City, Mexic                   | Honduras           | 2–0  | 3–0      | Calificările pentru Campionatul Mondial de Fotbal 2018 |
| 3.  | 24 iunie 2017      | Kazan Arena, Kazan, Rusia                            | Rusia              | 2–1  | 2–1      | Cupa Confederațiilor FIFA 2017                         |
| 4.  | 1 septembrie 2017  | Estadio Azteca, Mexico City, Mexic                   | Panama             | 1–0  | 1–0      | Calificările pentru Campionatul Mondial de Fotbal 2018 |
| 5.  | 6 octombrie 2017   | Estadio Alfonso Lastras, San Luis Potosí, Mexic      | Trinidad și Tobago | 1–1  | 3–1      | Calificările pentru Campionatul Mondial de Fotbal 2018 |
| 6.  | 10 noiembrie 2017  | Stadionul Regele Baudouin, Bruxelles, Belgia         | Belgia             | 2–2  | 3–3      | Amical                                                 |
| 7.  | 10 noiembrie 2017  | Stadionul Regele Baudouin, Bruxelles, Belgia         | Belgia             | 3–2  | 3–3      | Amical                                                 |
| 8   | 17 iunie 2018      | Luzhniki Stadium, Moscova, Rusia                     | Germania           | 1–0  | 1–0      | Campionatul Mondial de Fotbal 2018                     |
| 9   | 22 martie 2019     | SDCCU Stadium, San Diego, SUA                        | Chile              | 3–0  | 3–1      | Amical                                                 |
| 10  | 11 octombrie 2019  | Bermuda National Stadium, Devonshire Parish, Bermuda | Insulele Bermude   | 4–1  | 5–1      | 2019–20 CONCACAF Nations League A                      |
| 11  | 17 noiembrie 2020  | Liebenauer Stadium, Graz, Austria                    | Japonia            | 2–0  | 2–0      | Amical                                                 |
| 12  | 30 martie 2021     | Stadion Wiener Neustadt, Wiener Neustadt, Austria    | Costa Rica         | 1–0  | 1–0      | Amical                                                 |
| 13  | 29 mai 2021        | AT&T Stadium, Arlington, SUA                         | Islanda            | 1–1  | 2–1      | Amical                                                 |
| 14  | 29 mai 2021        | AT&T Stadium, Arlington, SUA                         | Islanda            | 2–1  | 2–1      | Amical                                                 |
| 15  | 10 octombrie 2021  | Estadio Azteca, Mexico City, Mexic                   | Honduras           | 3–0  | 3–0      | 2022 FIFA World Cup qualification                      |
| 16  | 24 septembrie 2022 | Rose Bowl, Pasadena, SUA                             | Peru               | 1–0  | 1–0      | Amical                                                 |
| 17  | 26 martie 2023     | Estadio Azteca, Mexico City, Mexic                   | Jamaica            | 2–2  | 2–2      | 2022–23 CONCACAF Nations League A                      |
| 18  | 14 octombrie 2023  | Bank of America Stadium, Charlotte, SUA              | Ghana              | 1–0  | 2–0      | Amical                                                 |